# صديق (ممثل)
صديق هو منتج أفلام وممثل هندي، ولد في 28 أغسطس 1962 في الهند.

## وصلات خارجية
- صديق على موقع IMDb (الإنجليزية)
- صديق على موقع قاعدة بيانات الفيلم (الإنجليزية)